# Theloderma stellatum
Espèce
Statut de conservation UICN

 LC  : Préoccupation mineure
Theloderma stellatum est une espèce d'amphibiens de la famille des Rhacophoridae.

## Répartition
Cette espèce se rencontre entre 50 et 1 200 m d'altitude :
- au Cambodge ;
- dans le sud du Laos ;
- en Thaïlande dans la province de Chanthaburi ;
- au Viêt Nam dans les provinces de Đắk Lắk, de Kiên Giang, de Gia Lai et de Kon Tum.

## Description
Theloderma stellatum mesure environ 35 mm. Son dos est brun, ou gris lavande, tacheté de crème. Son ventre est crème tacheté et partiellement réticulé de brun violacé.

## Publication originale
- Taylor, 1962 : The Amphibian Fauna of Thailand. University of Kansas Science Bulletin, vol. 43, no 8, p. 265-599 (texte intégral).